# Carretilla

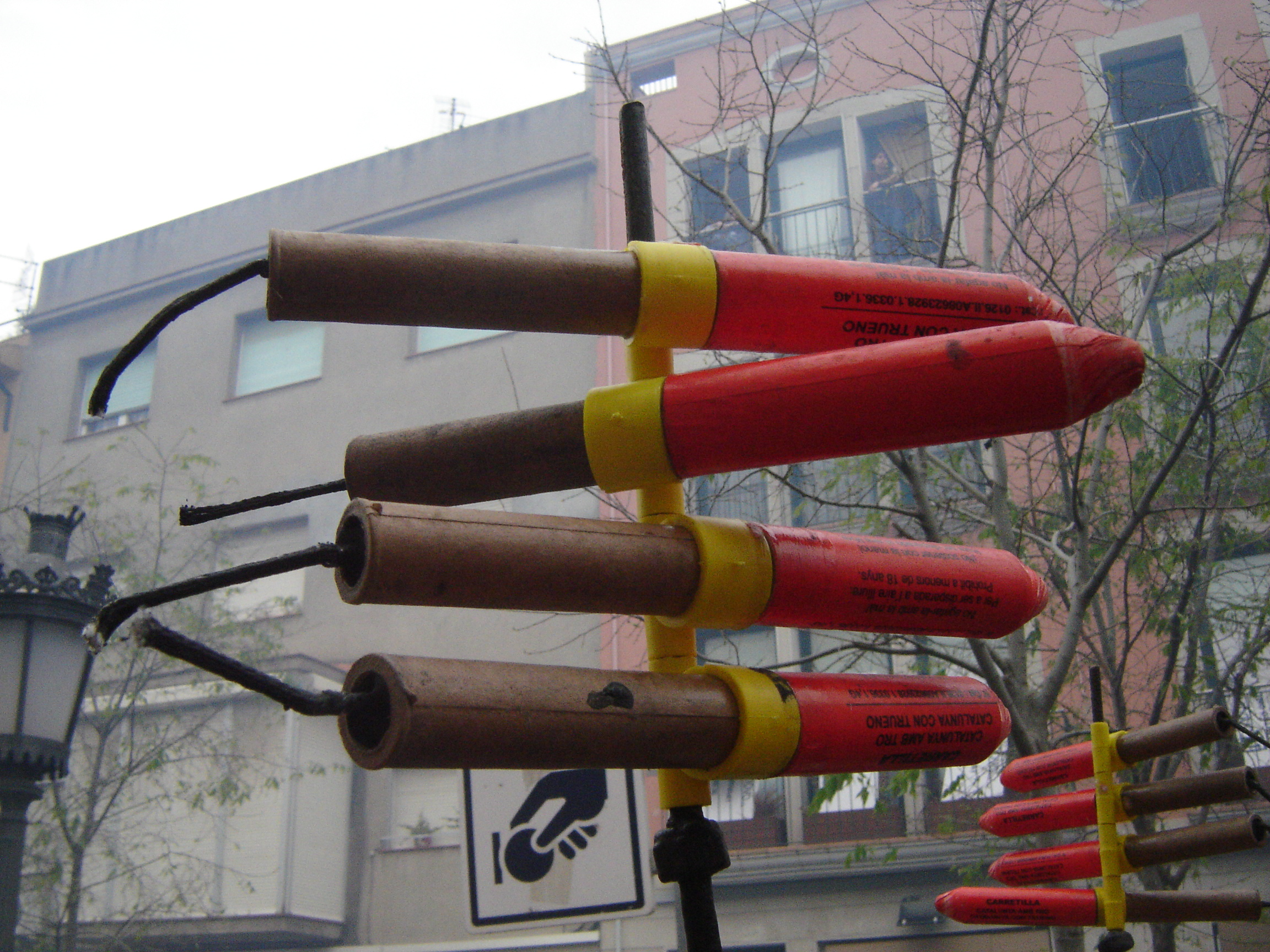
Quatre carretilles a punt per encendre

Una carretilla, coet borratxo o carrutxa és un artefacte pirotècnic utilitzat en els correfocs, consistent en un cilindre rígid de cartó ple de pólvora, amb una metxa en un extrem i un tronador en l'altre, que una vegada encés es mou a l'atzar propulsat de manera intermitent. La durada d'una carretilla varia dels 10 als 14 segons, segons la casa que la construïx. El tronador es tracta d'un petit recipient on hi ha pólvora premsada. Al País Valencià també rep el nom de arrossegador i coet fugidor.